# Spoormakersstraat

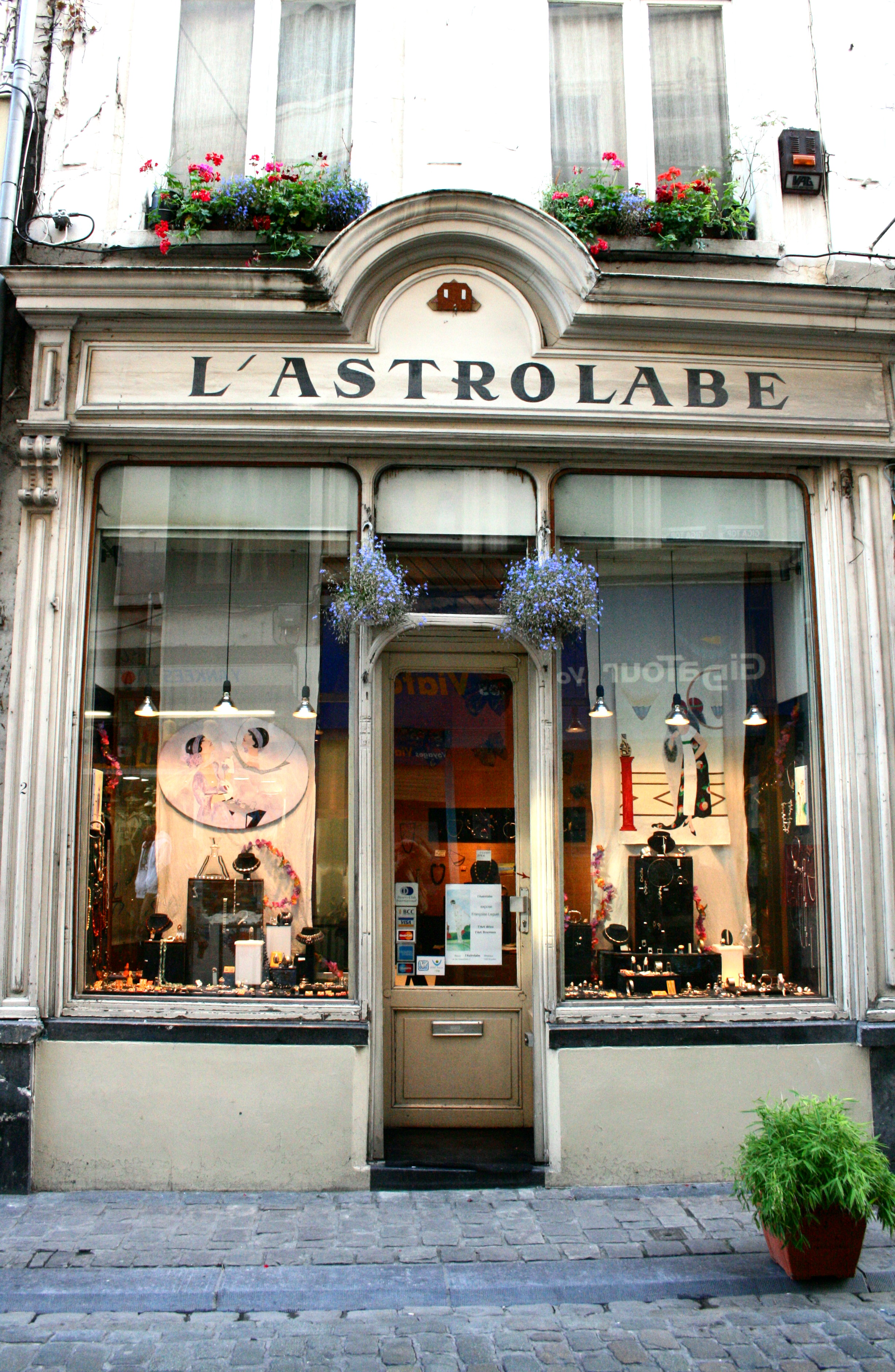
Spoormakersstraat 2

De  Spoormakersstraat (Frans:  Rue des Éperonniers) is een straat in Brussel-stad en loopt van de Grasmarkt naar het Sint-Jansplein en de Violetstraat. De naam was Forciers-straet in de middeleeuwen. Er bevinden zich winkels en cafés zoals de Dolle Mol.